# Marin Honda
Marin Honda (本田 真凜 ?, Honda Marin; Kyoto, 21 agosto 2001) è un'ex pattinatrice artistica su ghiaccio giapponese.
È stata la campionessa mondiale juniores di pattinaggio di figura nel 2016 e la vice-campionessa mondiale nel 2017. Ha inoltre vinto la medaglia di bronzo nella Finale Grand Prix di livello juniores durante la stagione 2016-2017.

## Carriera

### Primi anni
Marin Honda è nata il 21 agosto 2001 a Kyoto, terzogenita di cinque figli. Ha un fratello maggiore di nome Taichi, una sorella maggiore Maho e due sorelle più giovani Miyu e Sara. Ad eccezione di Maho tutti i fratelli e sorelle praticano il pattinaggio su ghiaccio e Miyu è anche una famosa attrice bambina. 

Marin ha iniziato a pattinare all'età di due anni seguendo l'esempio del fratello maggiore. A partire dalla stagione 2011-2012 e per quattro anni consecutivi ha terminato sul podio i campionati nazionali per la categoria Esordienti. Nella stagione 2013-2014 si è anche classificata quinta ai campionati nazionali giapponesi di livello juniores e l'anno successivo ha conquistato la quarta posizione.

### Stagione 2015-2016

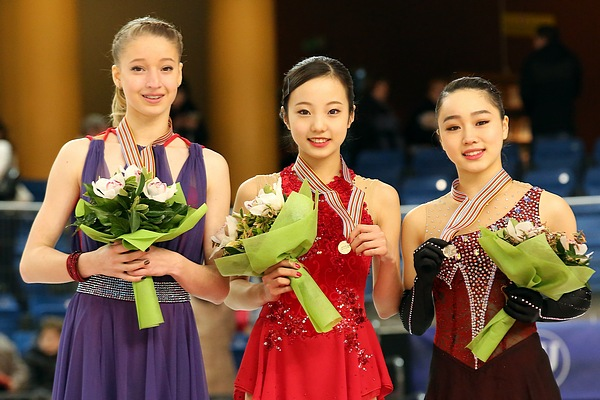
Honda (al centro), Marija Sotskova (a sinistra) e Wakaba Higuchi (a destra) sul podio dei mondiali juniores del 2016

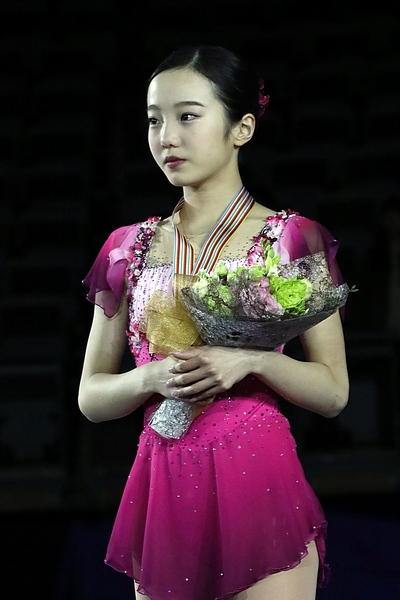
Honda ai campionati mondiali del 2017

Honda ha esordito nel circuito del Grand Prix ISU juniores di pattinaggio di figura a settembre 2015, partecipando alla tappa svoltasi a Colorado Springs negli Stati Uniti d'America. In tale occasione ha concluso la gara al secondo posto alle spalle della connazionale Yuna Shiraiwa, dopo essersi classificata al primo posto nel programma corto e quarta nel programma libero. La successiva vittoria alla tappa del Grand Prix ISU juniores in Croazia le hanno permesso di accedere alla Finale Grand Prix di livello juniores, dove ha conquistato la medaglia di bronzo alle spalle delle russe Polina Tsurskaya e Marija Sotskova.
Nonostante si sia classificata soltanto nona ai campionati nazionali giapponesi di livello senior, è stata selezionata per rappresentare il proprio paese ai Campionati mondiali juniores di pattinaggio di figura. Dopo essersi classificata seconda nel programma corto e prima nel programma libero, ha conquistato la medaglia d'oro davanti alla russa Marija Sotskova e alla connazionale Wakaba Higuchi, interrompendo il monopolio russo che durava da cinque edizioni consecutive.

### Stagione 2016-2017
Honda ha aperto la propria stagione vincendo la medaglia d'oro nell'Asian Open FS Trophy e in seguito ha preso parte alle tappe del circuito Grand Prix juniores in Giappone e in Slovenia, conquistando in entrambe la medaglia d'argento. Durante la tappa giapponese ha conquistato 128.64 punti nel programma libero, stabilendo il record mondiale di livello juniores per la frazione di gara. Tale record è stato superato un mese dopo durante la tappa del Grand Prix ISU juniores in Germania dalla russa Anastasia Gubanova, che ha chiuso il programma libero con un punteggio di 129.14.
Il doppio podio nelle due tappe del Grand Prix juniores avrebbero permesso a Honda di partecipare alla finale, ma è dovuta ritirarsi a causa di un infortunio. Nel mese di novembre ha invece vinto la medaglia di bronzo ai campionati nazionali di livello juniores e in seguito conquistato la quarta posizione nei campionati nazionali assoluti.
Nei campionati mondiali juniores che si sono svolti a marzo 2017 Honda ha difeso il proprio titolo conquistando la medaglia d'argento, alle spalle di Alina Zagitova e davanti alla connazionale Kaori Sakamoto.

### Stagione 2017-2018
Nel 2017 Marin Honda ha debuttato a livello internazionale in categoria senior partecipando al U.S. International di Salt Lake City, tappa del circuito ISU Challenger Series, dove ha conquistato la medaglia d'oro. Il 7 ottobre ha partecipato con la squadra giapponese al team event Japan Open, in cui il suo team ha vinto la medaglia d'argento alle spalle della rappresentativa europea.
Ha esordito nel circuito Grand Prix classificandosi al quinto posto sia a Skate Canada sia nella Cup of China. In seguito si è classificata al settimo posto nei campionati nazionali giapponesi e ha conquistato la medaglia di bronzo nell'edizione 2018 della International Challenge Cup completando il podio tutto giapponese alle spalle di Wakaba Higuchi e di Rika Hongō.
Il 30 marzo ha annunciato la sua decisione di cambiare allenatore e di trasferirsi negli Stati Uniti per allenarsi con Rafael Arutyunyan, ex coach di Mao Asada.

### Stagione 2018-2019
Honda ha iniziato la stagione partecipando al Nebelhorn Trophy, dove si è classificata al sesto posto. In seguito è arrivata ottava a Skate Canada e sesta al Trophée Eric Bompard, competizione conosciuta anche come Internationaux de France. In tale occasione ha stabilito il proprio nuovo record personale in una gara di livello senior, con 65.37 punti nel programma corto, 123.24 punti nel programma libero e 188.61 punti in totale.

### Stagione 2019-2020
Dopo essere arrivata sesta al Nebelhorn Trophy, Honda è stata selezionata per partecipare a Skate Canada. Mentre stava tornando in albergo dopo una sessione di allenamento lei e il pattinatore Keiji Tanaka sono stati vittima di un incidente d'auto, fortunatamente con conseguenza lievi. Honda ha ugualmente partecipato indossando un tutore sulla gamba destra e ha concluso la gara al sesto posto.

## Risultati
GP: Junior Grand Prix; CS: Challenger Series; JGP: Junior Grand Prix; 
WD: ritirato; TBD: assegnato;
| Gare internazionali                      | Gare internazionali | Gare internazionali | Gare internazionali | Gare internazionali | Gare internazionali | Gare internazionali | Gare internazionali | Gare internazionali | Gare internazionali | Gare internazionali | Gare internazionali | Gare internazionali | Gare internazionali |
| Evento                                   | 2013–14             | 2014–15             | 2015–16             | 2016–17             | 2017–18             | 2018–19             | 2019–20             | 2020-21             | 2021-22             | 2022-23             | 2023-24             |                     |                     |
| ---------------------------------------- | ------------------- | ------------------- | ------------------- | ------------------- | ------------------- | ------------------- | ------------------- | ------------------- | ------------------- | ------------------- | ------------------- | ------------------- | ------------------- |
| GP Skate America                         |                     |                     |                     |                     |                     | 8º                  |                     |                     |                     |                     |                     |                     |                     |
| GP Skate Canada International            |                     |                     |                     |                     | 5º                  |                     | 6º                  |                     |                     |                     |                     |                     |                     |
| GP Cup of China                          |                     |                     |                     |                     | 5º                  |                     | 7°                  |                     |                     |                     |                     |                     |                     |
| GP NHK Trophy                            |                     |                     |                     |                     |                     |                     |                     | 9°                  |                     |                     |                     |                     |                     |
| GP Internationaux de France              |                     |                     |                     |                     |                     | 6º                  |                     |                     |                     |                     |                     |                     |                     |
| CS Nebelhorn Trophy                      |                     |                     |                     |                     |                     | 6º                  | 5º                  |                     |                     |                     |                     |                     |                     |
| CS U.S. Classic                          |                     |                     |                     |                     | 1º                  |                     |                     |                     |                     |                     |                     |                     |                     |
| Challenge Cup                            |                     |                     |                     |                     | 3º                  |                     |                     |                     |                     |                     |                     |                     |                     |
| Gare internazionali juniores             |                     |                     |                     |                     |                     |                     |                     |                     |                     |                     |                     |                     |                     |
| Mondiali juniores                        |                     |                     | 1º                  | 2º                  |                     |                     |                     |                     |                     |                     |                     |                     |                     |
| JGP Finale                               |                     |                     | 3º                  | WD                  |                     |                     |                     |                     |                     |                     |                     |                     |                     |
| JGP Croatia                              |                     |                     | 1º                  |                     |                     |                     |                     |                     |                     |                     |                     |                     |                     |
| JGP Giappone                             |                     |                     |                     | 2º                  |                     |                     |                     |                     |                     |                     |                     |                     |                     |
| JGP Slovenia                             |                     |                     |                     | 2º                  |                     |                     |                     |                     |                     |                     |                     |                     |                     |
| JGP Stati Uniti                          |                     |                     | 2º                  |                     |                     |                     |                     |                     |                     |                     |                     |                     |                     |
| Asian Open                               |                     |                     | 2º                  | 1º                  |                     |                     |                     |                     |                     |                     |                     |                     |                     |
| Nazionali                                |                     |                     |                     |                     |                     |                     |                     |                     |                     |                     |                     |                     |                     |
| Campionati giapponesi                    |                     |                     | 9º                  | 4º                  | 7º                  | 15º                 | 8°                  | R                   | 21°                 | 26°                 | 28°                 |                     |                     |
| Campionati nazionali giapponesi juniores | 5º                  | 4º                  | 6º                  | 3º                  |                     |                     |                     |                     |                     |                     |                     |                     |                     |
| Eventi a squadre                         |                     |                     |                     |                     |                     |                     |                     |                     |                     |                     |                     |                     |                     |
| Japan Open                               |                     |                     |                     |                     | 2º                  |                     |                     | R                   |                     |                     |                     |                     |                     |